# Mestna avtobusna linija št. 23 (Ljubljana), 2006-2014
Mestna avtobusna linija številka 23 Kolodvor – Živalski vrt je bila kratka turistično-sezonska linija javnega mestnega avtobusnega prometa v Ljubljani. Potekala je v smeri vzhod - zahod in povezovala center mesta (avtobusno in železniško postajo ter Bavarski dvor) preko Rožne doline z živalskim vrtom (ZOO).

## Zgodovina
Po selitvi živalskega vrta leta 1951 na obrobje mesta pod Rožnik je bil le-ta pešcem od središča precej oddaljen. Kot najbližjo mestno avtobusno progo so navajali progo št. 14 oz. postajališče Rožna dolina, ki pa je bilo še vedno oddaljeno več kot kilometer. Zato so leta 1983 uvedli posebno progo Kolodvor – Živalski vrt, ki je obratovala po isti trasi kot dosedanja linija št. 23. Razlika je bila le v režimu obratovanja. Proga je obratovala le ob vikendih z lepim vremenom od 9.00 do 18.00 v intervalu na 60 minut, končno postajališče pa je bilo urejeno na parkirišču pred vhodom v živalski vrt. Kljub akciji Slovenskih železnic in živalskega vrta "Izlet z vlakom v ZOO" so jo po približno desetletju zaradi nerentabilnosti ukinili.
Živalski vrt je bil nato vse do 1. julija 2006 spet brez redne avtobusne povezave. Tega dne so namreč ponovno uvedli avtobusno progo, ki so jo označili s številko 23 Kolodvor – Živalski vrt.
Zaradi podaljšanja linije št. 18 iz Šiške preko Večne poti do Kolodvora in zaradi podvajanja trase je 26. junija 2014 po osmih letih linija 23 prenehala z obratovanjem.